# NGC 2393
NGC 2393 (również PGC 21154 lub UGC 3884) – galaktyka spiralna (Sc), znajdująca się w gwiazdozbiorze Bliźniąt. Odkrył ją Édouard Jean-Marie Stephan 7 lutego 1885 roku.